# Dschamal Sultanowitsch Otarsultanow
Dschamal Sultanowitsch Otarsultanow (russisch Джамал Султанович Отарсултанов; * 14. April 1987 in Solnetschnoje, Dagestanische ASSR, Russische Sowjetrepublik) ist ein russischer Freistilringer. Er wurde 2008, 2011 und 2012 Europameister und 2012 Olympiasieger im Freistilringen jeweils im Bantamgewicht.

## Werdegang
Dschamal Otarsultanow ist tschetschenischer Herkunft. Er begann im Jahre 1996 mit dem Ringen und ist mittlerweile Angehöriger des zentralen Sportklubs der russischen Armee ZSKA Moskau. Er wurde bzw. wird von Amandi Almadiejewitsch Misultanow und Anatoli Kazbijewitsch Margijew trainiert. Er betätigt sich ausschließlich im freien Stil. Zurzeit ist das Ringen auch sein Erwerbsberuf. Dazu ringt er u. a. auch für Gaz Mazandaran in der iranischen Profiliga.
Seinen ersten internationalen Erfolg konnte er bereits im Jahre 2003 erzielen. Er wurde in diesem Jahr in Skoplje Junioren-Europameister (Cadets) in der Gewichtsklasse bis 46 kg Körpergewicht vor Juri Balandschuk aus der Ukraine und Alachwerdi Waliew aus Aserbaidschan.
Mit 18 Jahren belegte er im Jahre 2005 bei der russischen Meisterschaft der Senioren im Bantamgewicht hinter Selimchan Kuchajew und Asir Abdullajew bereits den 3. Platz. In diesem Jahr erzielte er auch schon bei einigen internationalen Turnieren hervorragende Ergebnisse. Im Jahre 2006 siegte er bei dem renommierten Ringerturnier des russischen Ringerverbandes, dem "Iwan-Yarigin"-Memorial in Krasnojarsk, im Bantamgewicht vor Suchrab Hizijew, Russland, Adcham Achilow aus Usbekistan und Besik Kuduchow aus Russland. Er wurde daraufhin auch bei der Europameisterschaft der Senioren in Moskau eingesetzt. Dort siegte er über Alexander Stojanow aus Mazedonien und Bessarion Gotschaschwili aus Georgien, unterlag aber im Halbfinale gegen Oleksandr Sacharuk aus der Ukraine. Im Kampf um eine EM-Bronzemedaille siegte er über Ghenadi Tulbea aus Moldawien. 2006 startete er auch noch bei der Junioren-Weltmeisterschaft in Guatemala-Stadt und gewann dort den Weltmeistertitel vor Henry Cejudo, USA, Nurlan Turabek Ulu, Kirgisistan und Swetoslaw Neychew, Bulgarien.
Im Jahre 2007 wurde Dschamal Otarsultanow in Peking erneut Junioren-Weltmeister im Bantamgewicht. Auf dem Weg zu diesem Titel besiegte er Jang Kwan-ho, Südkorea, Tsuyoshi Aoki, Japan, Aref Alizadeh, Iran, Wladimir Dubowoi, Ukraine und Sezer Akgül, Türkei. Bei internationalen Meisterschaften der Senioren wurde er in diesem Jahr nicht eingesetzt.
2008 belegte er, wie schon im Jahre 2007, beim "Iwan-Yarigin"-Memorial in Krasnojarsk im Bantamgewicht hinter Besik Kuduchow den 2. Platz. Damit war bereits eine Vorentscheidung gefallen, wer Russland bei den Olympischen Spielen dieses Jahres in Peking in dieser Gewichtsklasse vertreten würde, nämlich Kuduchow. Dschamal Otarsultanow wurde aber bei der Europameisterschaft 2008 in Tampere eingesetzt und gewann dort im Bantamgewicht mit Siegen über Jatinder Rakhra, Großbritannien, Francisco Javier Sanchez Parra, Spanien, Mihran Jaburjan, Armenien und Ryswan Hadschyjeu, Belarus seinen ersten internationalen Titel bei den Senioren. Im November 2008 besiegte er beim sog. CSKA-Cup in Moskau, einem Mannschaftsturnier, Abbas Dabbaghi Suraki aus dem Iran und Kenichi Yumoto aus Japan.
Seit diesem Erfolg konnte sich Dschamal Otarsultanow zwar in der russischen Spitzenklasse im Bantamgewicht behaupten, scheiterte aber bei den wichtigsten Wettkämpfen, wie der russischen Meisterschaft oder beim "Iwan-Yarigin"-Memorial an Nariman Israpilow oder an Wiktor Lebedew und kam deshalb in den Jahren 2009 und 2010 zu keinen Einsätzen bei den internationalen Meisterschaften mehr.
2011 in Dortmund und 2012 in Belgrad wurde Dschamal Otarsultanow Europameister im Bantamgewicht. In den Endkämpfen besiegte er dabei Wladimer Chintschegaschwili bzw. Bessarion Gotschaschwili, beide aus Georgien. Nach dem Gewinn des Europameistertitels 2012 wurde er auch russischer Meister vor Wiktor Lebedew. Er wurde daraufhin auch bei den Olympischen Spielen in London eingesetzt und gewann dort mit Siegen über Naatale Sem Shilimela, Namibia, Yang Kong-il, Nordkorea, Daulet Nijasbekow, Kasachstan und Wladimer Chintschegaschwili, Georgien, die Goldmedaille.
Nach seinem Olympiasieg pausierte er zunächst. Er war auch nicht bei der russischen Meisterschaft 2013 am Start. Erst im Dezember 2013 startete er beim Turnier "Moscow Lights", eigentlich einem Mannschaftsturnier, bei dem nach den Kampfergebnissen auch eine Siegerliste in den einzelnen Gewichtsklassen erstellt wird und war dort zusammen mit seinem Landsmann Timur Pesterew der beste Ringer im Federgewicht.
Im Januar 2014 startete Dschamal Otarsultanow beim renommierten "Iwan-Yarigin"-Memorial in Krasnojarsk in der neuen Gewichtsklasse bis 61 kg und besiegte dort im Endkampf den Weltmeister von 2013 im Federgewicht Bekchan Goigerejew nach Punkten. Im weiteren Verlauf seiner Karriere belegte er bei der russischen Meisterschaft 2015 in der Gewichtsklasse bis 61 kg hinter Alexander Bogomojew den 2. Platz und wurde im gleichen Jahr Sieger bei den Militär-Weltspielen in Mungyeong, wieder in der Gewichtsklasse bis 61 kg, vor Mehran Akbar Nasirifranchali aus dem Iran.
2016 belegte er bei der russischen Meisterschaft in der Gewichtsklasse bis 57 kg hinter Wiktor Lebedew und Alexander Bogomojew den 3. Platz. Er konnte sich in diesem Jahr aber nicht mehr für die Olympischen Spiele in Rio de Janeiro qualifizieren. Nach einem Sieg beim "Dan-Kolow" & "Nikola-Petrow"-Memorial 2017 in Russe in der Gewichtsklasse bis 61 kg beendete er seine Laufbahn.

## Internationale Erfolge
| Jahr | Platz | Wettbewerb                                                      | Gewichtskl. | Ergebnis |
| 2003 | 1.    | Junioren-EM (Cadets) in Skoplje                                 | bis 46 kg   | vor Juri Balandschuk, Ukraine u. Alachwerdi Waliew, Aserbaidschan |
| 2005 | 2.    | Medwedew-International in Minsk                                 | Bantam      | hinter Samuel Henson, USA, vor I. Karnilow u. Adam Batirow, beide Russland |
| 2005 | 3.    | Kiew-International                                              | Bantam      | hinter Asset Serikbajew, Kasachstan u. Juri Ledenow, Ukraine |
| 2005 | 1.    | Intern. Turnier in Madrid                                       | Bantam      | vor Konstantin Tschangalow, Russland, Freddy Serrano, Kolumbien u. Enrique Alvarez, Spanien                                                                                                 |
| 2006 | 1.    | "Iwan-Yarigin"-Memorial in Krasnojarsk                          | Bantam      | vor Suchrab Hizijew, Russland, Atscham Achilow, Usbekistan und Besik Kuduchow, Russland |
| 2006 | 3.    | EM in Moskau                                                    | Bantam      | mit Siegen über Alexander Stojanow, Mazedonien u. Bessarion Gotschaschwili, Georgien, einer Niederlage gegen Oleksandr Sacharuk, Ukraine u. einem Sieg über Ghenadi Tulbea, Republik Moldau |
| 2006 | 1.    | Junioren-WM in Guatemala-Stadt                                  | Bantam      | vor Henry Cejudo, USA, Nurlan Turabek Ulu, Kirgisistan u. Swetoslaw Neychew, Bulgarien |
| 2007 | 2.    | "Iwan-Yarigin"-Memorial in Krasnojarsk                          | Bantam      | hinter Besik Kuduchow, vor Henry Cejudo u. Nikolai Starostin, Russland |
| 2007 | 1.    | Welt-Cup in Krasnojarsk                                         | Bantam      | vor Adcham Achilow, Usbekistan u. Henry Cejudo |
| 2007 | 1.    | Junioren-WM in Peking                                           | Bantam      | mit Siegen über Jang Kwan-ho, Südkorea, Tsuyoshi Aoki, Japan, Aref Alizadeh, Iran, Wladimir Dubowoi, Ukraine u. Sezer Akgül, Türkei                                                         |
| 2008 | 2.    | "Iwan-Yarigin"-Memorial in Krasnojarsk                          | Bantam      | hinter Besik Kuduchow, vor Lobazan Askerbijew, Russland u. Victor Moreno, USA |
| 2008 | 1.    | EM in Tampere                                                   | Bantam      | mit Siegen über Jatinder Rakhra, Großbritannien, Francisco Javier Sanchez Parra, Spanien, Mihran Jaburjan, Armenien u. Ryswan Hadschyjeu, Belarus                                           |
| 2009 | 3.    | "Iwan-Yarigin"-Memorial (FILA-Golden-Grand-Prix) in Krasnojarsk | Bantam      | hinter Nariman Israpilow u. Wiktor Lebedew |
| 2009 | 3.    | Welt-Cup in Teheran                                             | Bantam      | hinter Juri Ledenow, Ukraine u. Abbas Dabbaghi Suraki, Iran |
| 2010 | 1.    | Ramazan-Kadirow-Cup in Grosny                                   | Bantam      | vor Asadulla Lachinow u. Nariman Israpilow, beide Russland |
| 2011 | 1.    | "Iwan-Yarigin"-Memorial (FILA-Golden-Grand-Prix) in Krasnojarsk | Bantam      | vor Alexander Bogomajew, Russland, Shinichi Yumoto, Japan u. Rustam Ampar, Russland |
| 2011 | 1.    | EM in Dortmund                                                  | Bantam      | nach Siegen über Tim Schleicher, Deutschland, Ghenadie Tulbea, Monaco, Wladislaus Andrejew, Belarus und Wladimer Chintschegaschwili, Georgien                                               |
| 2012 | 1.    | FILA-Golden-Grand-Prix in Krasnojarsk                           | Bantam      | vor Nariman Israpilow, Artas Sanaa und Alexander Bomomajew, alle Russland |
| 2012 | 1.    | EM in Belgrad                                                   | Bantam      | nach Siegen über Andrei Dukov, Rumänien, Radoslaw Welikow, Bulgarien, Mihran Jaburjan und Bessarion Gotschaschwili, Georgien                                                                |
| 2012 | Gold  | OS in London                                                    | Bantam      | nach Siegen über Naatale Sem Shilimela, Namibia, Yang Kong-Il, Nordkorea, Daulet Nijasbekow, Kasachstan und Wladimer Chintschegaschwili, Georgien                                           |
| 2014 | 1.    | "Iwan-Yarigin"-Memorial in Krasnojarsk                          | bis 61 kg   | vor Bekchan Goigerejew, Murschid Mutalimow und Murad Nuchadijew, alle Russland |
| 2015 | 3.    | "Iwan-Yarigin"-Grand-Prix in Krasnojarsk                        | bis 61 kg   | hinter Alexander Bogomojew und Nachyin Kuular, beide Russland |
| 2015 | 1.    | "Yasar-Dogu"-Memorial in Istanbul                               | bis 61 kg   | vor Münir Recep Aktas, Türkei, Wiktor Lebedew und Rustam Ampar, beide Russland |
| 2015 | 1.    | Militär-Weltspiele in Mungyeong                                 | bis 61 kg   | vor Mehran Akbar Nasirifranchali, Iran, Yeldos Abikenow, Kasachstan und Tian Zhengyuan, China                                                                                               |
| 2015 | 5.    | Golden-Grand-Prix in Baku                                       | bis 57 kg   | hinter Ismail Musukajew, Russland, Bechbayar Erdenebat, Mongolei, Otari Gogawa, Georgien und Machin Amiraslanow, Aserbaidschan                                                              |
| 2016 | 3.    | "Waclaw-Ziolkowski"-Memorial in Spala                           | bis 61 kg   | hinter Daulet Nijasbekow, Kasachstan und Bernard J. Futrell, USA, gemeinsam mit Bechan Goigerejew                                                                                           |
| 2017 | 1.    | "Dan-Kolow" & "Nikola-Petrow"-Memorial in Russe                 | bis 61 kg   | vor Münir Recep Aktas, Türkei, Selimchan Abakarow, Russland und Timur Aitkenlow, Kasachstan                                                                                                 |

## Russische Meisterschaften
| Jahr | Platz | Gewichtskl. | Ergebnis                                                                        |
| 2005 | 3.    | Bantam      | hinter Selimchan Kuchajew u. Nasir Abdullajew                                   |
| 2008 | 1.    | Bantam      | vor Labazan Askerbijew, Nikolai Starostin u. Hajbulla Shaalow                   |
| 2010 | 3.    | Bantam      | hinter Wiktor Lebedew u. Ramazan Sajputdinow, gemeinsam mit Peter Siwtschew     |
| 2011 | 2.    | Bantam      | hinter Wiktor Lebedew, vor Alexander Bogomojew und Nariman Israpilow            |
| 2012 | 1.    | Bantam      | vor Wiktor Lebedew, Nariman Israpilow und Omak Schurschun                       |
| 2015 | 2.    | bis 61 kg   | hinter Alexander Bogomojew, vor Gadschimurad Raschidow und Rustam Abdurachmanow |
| 2016 | 3.    | bis 57 kg   | hinter Wiktor Lebedew und Alexander Bogomojew, gemeinsam mit Arjan Tjutrin      |

Erläuterungen * alle Wettbewerbe im freien Stil
- OS = Olympische Spiele, WM = Weltmeisterschaft, EM = Europameisterschaft
- Bantamgewicht,  Gewichtsklasse bis 55 kg Körpergewicht (bis 31. Dezember 2013, seit 1. Januar 2014 gilt eine neue Gewichtsklasseneinteilung durch die FILA)